# Пам'ятки Світловодська
У місті Світловодськ на обліку перебуває 6 пам'яток архітектури, 11 пам'яток історії та 1 пам'ятка археології.

## Пам'ятки архітектури
| № пп | Найменування пам'ятки | Датування | Місцезнаходження пам'ятки | Охорон. номер | Фото |
| ---- | --------------------- | --------- | ------------------------- | ------------- | ---- |
| 1    | Будинок культури      | 1955 р.   | Вул. Приморська, 16       | 408-Кв        |      |
| 2    | Житловий будинок      | 1950 р.   | Вул. Чорноморівська, 7    | 376-Кв        |      |
| 3    | Житловий будинок      | 1955 р.   | Вул. Шевченка, 8          | 371-Кв        |      |
| 4    | Житловий будинок      | 1950 р.   | Вул. Шевченка, 9          | 372-Кв        |      |
| 5    | Житловий будинок      | 1955 р.   | Вул. Шевченка, 10         | 373-Кв        |      |
| 6    | Житловий будинок      | 1954 р.   | Вул. Шевченка, 11         | 374-Кв        |      |

## Пам'ятки історії
| № пп | Охорон. номер | Найменування пам'ятки | Місцезнаходження пам'ятки                   | Роки            | Значення | Рішення                 | Фото |
| ---- | ------------- | --- | ------------------------------------------- | --------------- | -------- | ----------------------- | ---- |
| 1    | 1071          | Пам'ятний технічний знак — літак МіГ-19 воїнам визволителям 5-ї гвардійської повітряно-десантної дивізії                   | М. Світловодськ, вул. Гагаріна, 1           | 1943 р.         | місцева  | № 281 від 16.05.1985 р. |      |
| 2    | 1072          | Будинок в якому жив Карпов М. Д. — Герой Соціалістичної Праці                                                              | В. Гагаріна, 21                             | 1905—1971 рр.   | місцева  | № 281 від 16.05.1985 р. |      |
| 3    | 1073          | Пам'ятний знак на честь членів підпільної групи                                                                            | В. Дружби, 1                                | 1941—1942 рр.   | місцева  | № 281 від 16.05.1985 р. |      |
| 4    | 34 34/1 34/2  | Братська могила борців за встановлення радянської влади та братська могила радянських воїнів. Поховано 3 чол. та 172 воїна | Вул. Михайла Грушевського, кладовище        | 1919 р. 1943 р. | місцева  | № 404 від 17.09.1969 р. |      |
| 5    | 35            | Братська могила радянських воїнів. Поховано 172 воїна                                                                      | Вул. Михайла Грушевського, 7 кладовище      | 1943 р.         | місцева  | № 404 від 17.09.1969 р. |      |
| 6    | 36            | Братська могила радянських воїнів. Поховано 15 воїнів                                                                      | Вул. Конька, 18                             | 1943 р.         | місцева  | № 404 від 17.09.1969 р. |      |
| 7    | 37            | Пам'ятник на честь 20-річчя перемоги над нацистською Німеччиною                                                            | Вул. Героїв України, 106                    | 1941—1945 рр.   | місцева  | № 404 від 17.09.1969 р. |      |
| 8    | 39            | Пам'ятний знак воїнам-землякам                                                                                             | Вул. Робоча, 1                              | 1941—1945 рр.   | місцева  | № 404 від 17.09.1969 р. |      |
| 9    | 40            | Братська могила радянських воїнів. Поховано 355 воїнів                                                                     | Вул. Першотравнева (смт Власівка).          | 1943 р.         | місцева  | № 404 від 17.09.1969 р. |      |
| 10   | 966           | Пам'ятник радянським воїнам, які загинули при форсуванні Дніпра                                                            | Приморський сквер                           | 1943 р.         | місцева  | № 301 від 25.06.1982 р. |      |
| 11   | 967           | Пам'ятник Шевченку Т. Г. — українському поету                                                                              | Парк імені Тараса Шевченка, вул. Богуна, 15 | 1814—1861 рр.   | місцева  | № 301 від 25.06.1982 р. |      |

## Пам'ятки археології
| № пп | Охорон. номер | Найменування пам'ятки         | Місцезнаходження пам'ятки    | Виявлено | Значення | Рішення | Фото |
| ---- | ------------- | ----------------------------- | ---------------------------- | -------- | -------- | ------- | ---- |
| 1    | 2404          | Могильник ґрунтовий скіфський | 0, 2 км від західної околиці | 1980     | місцева  |         |      |